# The Leaders
The Leaders ist eine US-amerikanische Jazzband des Modern Creative Jazz.

## Geschichte
"The Leaders" ist eine All-Star-Formation aus dem Umkreis des AACM, die 1984 gegründet wurde. Die damaligen Mitglieder waren Arthur Blythe, Chico Freeman, Cecil McBee und Famoudou Don Moye. Anfangs gehörten ihr auch Don Cherry und Don Pullen an, für die 1986 Kirk Lightsey und Lester Bowie einwechselten.
Moye, Freeman und deren europäischer Agent Philippe Devisscher konzipierten die Formation zunächst als reines Tourneeprojekt; bis 1986 fanden auch zwei Europatourneen statt. Durch den anhaltenden Erfolg wurde daraus eine reguläre Band; 1986 brach sie vom New Yorker Club "Sweet Basil" zu einer längeren USA-Tournee auf. Im Sommer 1986 entstand ihr erstes Album Mudfoot. Innovativ war am Konzept der Leaders (im Unterschied zu den herkömmlichen "All Star"-Tourneen), dass alle Mitglieder gleichberechtigt ihre Kompositionen einbrachten und ihre unterschiedlichen Erfahrungen zu einem Gruppensound verschmolzen.
Es gelang den Leaders zwischen den Polen der parodistische Anarchie des Art Ensemble of Chicago, dem Moye und Bowie angehörten, der mehr auf Arrangements fußenden Musik der Brass Fantasy Bowies, Chico Freemans freierem Stil und dem Soulfunk seiner Formation Brainstorm eine eigene Ästhetik zu entwickeln. Vor dem Hintergrund freierer Jazzformen vollzogen die Leaders unter dem Einfluss Bowies eine Hinwendung zu den Jazz-Traditionen von Armstrong, Bix Beiderbecke bis Miles Davis.
Auf Grund dieser Beziehung zur Jazz-Tradition in Verbindung mit freieren Spielformen, wurzelnd in der AACM-Bewegung und der Musik des Art Ensemble of Chicago hält Geoff Dyer in seinem Essay Tradition, Einfluss und Innovation die Musik der Leaders für den „besten Jazz der späten 80er Jahre“.
Nach dem Tod Lester Bowies 1999 und der Erkrankung von Arthur Blythe führten Chico Freeman und Cecil McBee das Leaders-Projekt weiter. Ihre CD Spirits Alike wurde mit Bobby Watson, Eddie Henderson, Billy Hart und dem relativ unbekannten Pianisten Fred Harris aufgenommen.

## Diskografie
- 1986 – Mudfoot (Black-Hawk)
- 1986 – Out Here Like This (Black Saint)
- 1988 – Unforeseen Blessings (Black Saint)
- 1988 – Heaven's Dance (Sunnyside), The Leaders Trio-Album mit Lightsey, McBee und Moye
- 1993 – Slipping and Sliding (Sound Hills)
- 2007 – Spirits Alike (Double Moon Records)